# Dragelji
Dragelji (en cirílico: Драгељи) es una aldea de la municipalidad de Gradiška, Republika Srpska, Bosnia y Herzegovina.

## Población
| Composición de la Población - Aldea de Dragelji | Composición de la Población - Aldea de Dragelji | Composición de la Población - Aldea de Dragelji | Composición de la Población - Aldea de Dragelji | Composición de la Población - Aldea de Dragelji |
| ----------------------------------------------- | ----------------------------------------------- | ----------------------------------------------- | ----------------------------------------------- | ----------------------------------------------- |
|                                                 | 2013                                            | 1991                                            | 1981                                            | 1971                                            |
| Total                                           | 135                                             | 235 (100,0%)                                    | 254 (100,0%)                                    | 250 (100,0%)                                    |
| Varones                                         | 69                                              | -                                               | -                                               | -                                               |
| Mujeres                                         | 66                                              | -                                               | -                                               | -                                               |
| Bosniacos                                       | -                                               | -                                               | -                                               | -                                               |
| Serbios                                         | 134                                             | 207 (88,09%)                                    | 245 (96,46%)                                    | 249 (99,60%)                                    |
| Croatas                                         | -                                               | -                                               | -                                               | -                                               |
| Bosnio                                          | -                                               | -                                               | -                                               | -                                               |
| Gitanos                                         | -                                               | -                                               | -                                               | -                                               |
| Musulmanes                                      | -                                               | -                                               | -                                               | -                                               |
| Montenegrinos                                   | -                                               | -                                               | -                                               | -                                               |
| Macedonios                                      | -                                               | -                                               | -                                               | -                                               |
| Albaneses                                       | -                                               | -                                               | -                                               | -                                               |
| Yugoslavos                                      | -                                               | 16 (6,809%)                                     | 7 (2,756%)                                      | -                                               |
| Ukranianos                                      |                                                 | -                                               | -                                               | -                                               |
| Eslovenos                                       | 1                                               | -                                               | -                                               | 1 (0,400%)                                      |
| Ortodoxos                                       | -                                               | -                                               | -                                               | -                                               |
| Otros                                           | -                                               | 12 (5,106%)                                     | 2 (0,787%)                                      |                                                 |
| Sin declarar                                    | -                                               | -                                               | -                                               | -                                               |
| Desconocidos                                    | -                                               | -                                               | -                                               | -                                               |